# سیارک ۱۰۷۱۹
سیارک ۱۰۷۱۹ (به انگلیسی: 10719 Andamar، نامگذاری:1985TW) ده هزار و هفتصد و نوزدهمین سیارک کشف شده‌است که در ۱۵ اکتبر ۱۹۸۵ کشف شد.